# Phyllobius glaucus
Espèce
Phyllobius glaucus, le charançon éperonné, est une espèce d'insectes coléoptères, de la famille des curculionidés.

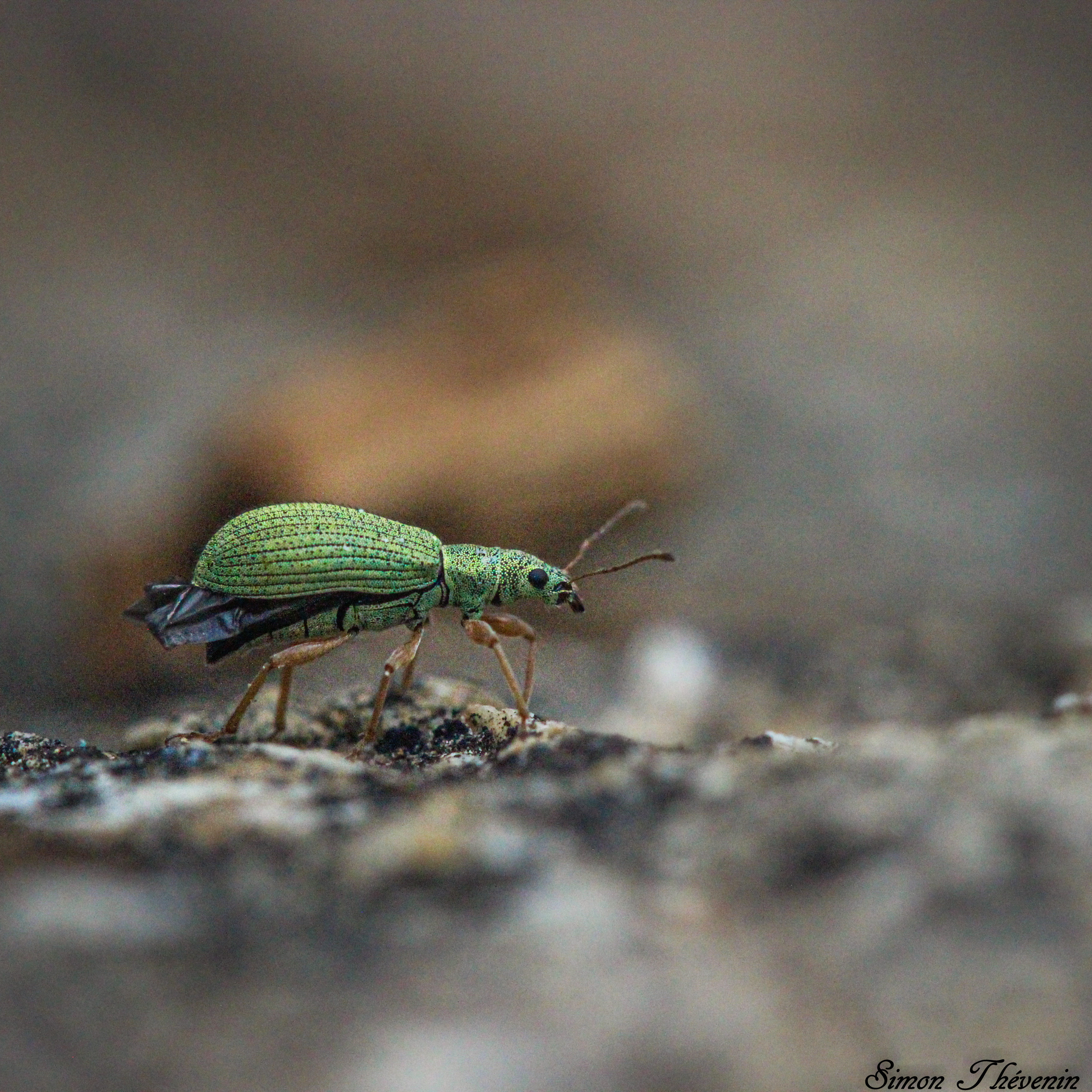
Phyllobius glaucus ouvrant ses élytres avant de s'envoler, à Rognes.

## Description
Ce charançon peut être confondu avec de nombreuses espèces, notamment Phyllobius pomaceus lorsque ce dernier présente des pattes rougeâtres, toutefois il a un rostre peu impressionné en avant alors qu'il est déprimé longitudinalement chez Phyllobius glaucus. D'autres critères sur la coloration des pattes, les épines des fémurs et la taille relative des articles antennaires permettent de séparer ces deux espèces.

## Habitat
On le trouve sur de nombreux arbustes dans les forêts marécageuses d'Europe.

## Synonymie
- Curculio glaucus Scopoli, 1763
- Curculio calcaratus Fabricius, 1792
- Phyllobius calcaratus (Fabricius, 1792)